# Lycosa labialis
Lycosa labialis este o specie de păianjeni din genul Lycosa, familia Lycosidae, descrisă de Mao și Song, 1985. Conform Catalogue of Life specia Lycosa labialis nu are subspecii cunoscute.